# Hassan Moussa
Schejk Hassan Moussa var år 2004 imam vid Stockholms moské där han predikade på arabiska, ordförande i Sveriges imamråd, vice ordförande i det Svenska Fatwarådet (2010) och satt i styrelsen för Europeiska Fatwarådet (2010).
I september 2005 gick Moussa ut i en artikel i Expressen där han vittnade om hur han blivit mordhotad av radikala islamister sedan han i en predikan fördömt terrordåden i London den 7 juli samma år.
Den 14 december 2010 uttalade Moussa en fatwa med anledning av självmordsbombaren i Stockholm några dagar tidigare. Hassan Moussa säger i sin fatwa att inte bara det självmordsbombaren gjorde är oacceptabelt, utan även att hylla det som han har gjort. "Det är förbjudet att godkänna det som har hänt eller försöka rättfärdiga det. De som accepterar det eller rättfärdigar detta är lika skyldiga som gärningsmannen själv."